# Stávka

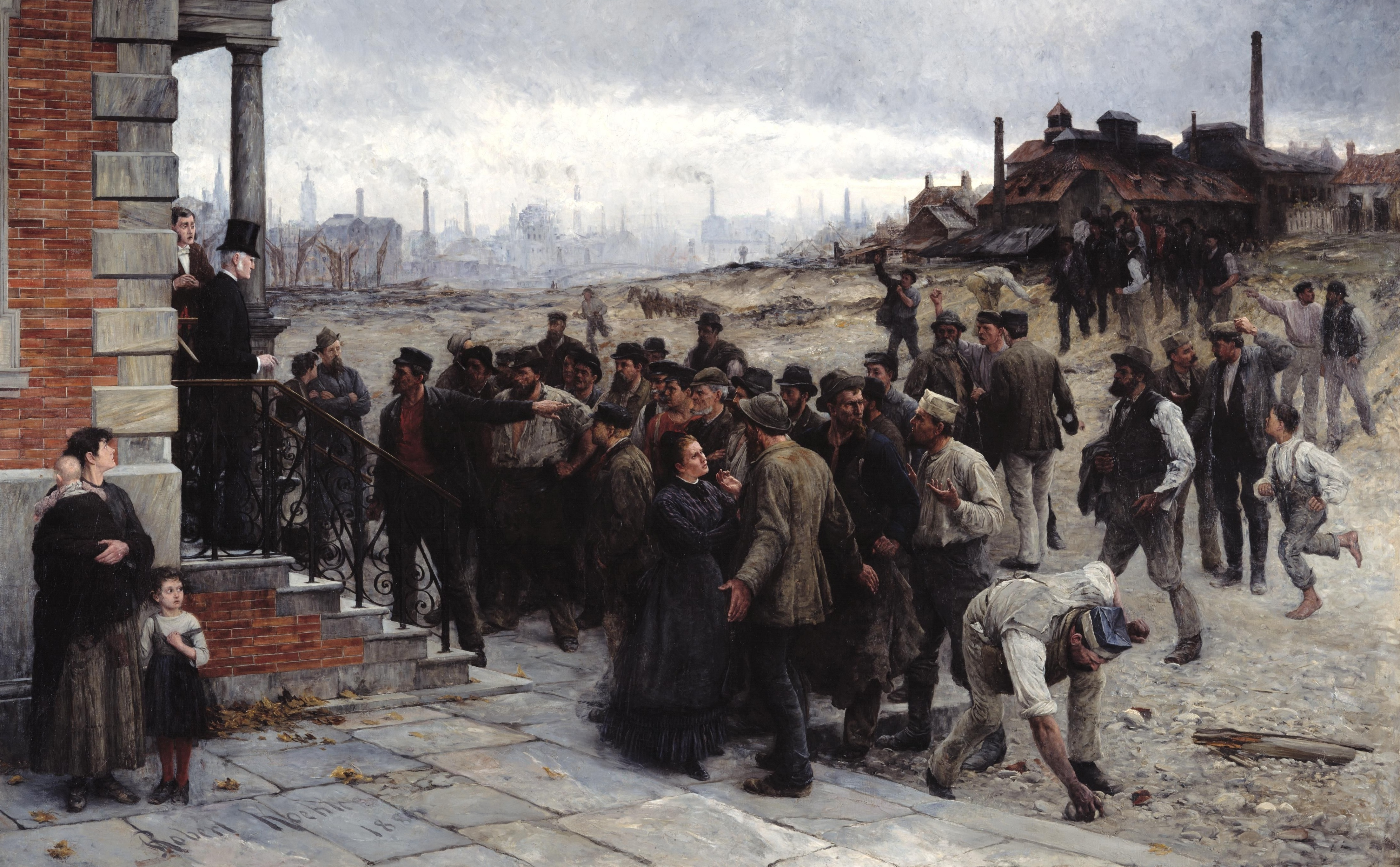
Robert Koehler: Stávka (1886)

Stávka je forma kolektivního protestu spočívající v částečném nebo úplném přerušení vykonávání práce v jednom nebo více podnicích ze strany zaměstnanců. Účelem stávky je splnění určitých požadavků, většinou mzdových, technických nebo politických či prostého zlepšení pracovních podmínek. Opakem stávky je výluka organizovaná jedním nebo více zaměstnavateli z důvodů obdobných, představuje "stávku zaměstnavatele". Její znaky jsou podobné znakům stávky.
Stávka může být vyhlášena jako krajní prostředek ve sporu o uzavření kolektivní smlouvy.

## Historie a důvody stávek
Počátky historie stávek se nalézají již ve starověkém Egyptě. Již v těchto dobách byla stávka prostředkem k prosazení skupinových zájmů. Dějiny zaznamenaly stávku dělníků ze stavby hrobky Ramesse III., kteří jí reagovali na to, že nedostali výplatu. 

Přestože bylo zaznamenáno několik stávek v průběhu dějin, jejich význam vzrostl až v období průmyslové revoluce, kdy byla dělnická práce velmi důležitá pro vznikající průmysl. V řadě zemí byly stávky brzy postaveny mimo zákon, neboť majitelé továren měli silnější politický vliv než dělníci. K přeměně stávky v právním pojem došlo v 19. století, kdy byla právně akceptovatelná jako způsob pracovního boje.

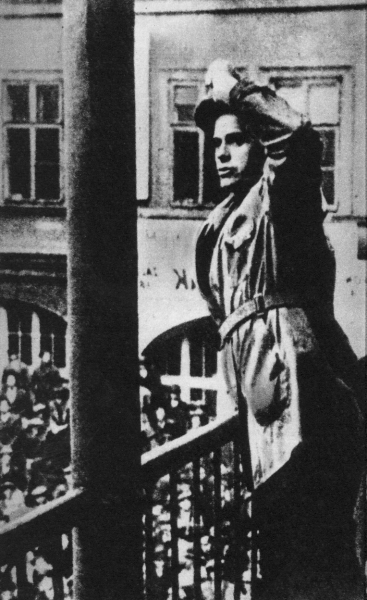
Generální stávka v Československu (prosinec 1920)

Stávka se někdy využívá jako forma nátlaku na vládu s cílem změnit její politický směr. Výjimečně může stávka podkopat pozici některé politické strany. Významným příkladem může být stávka v gdaňských loděnicích pod vedením Lecha Wałęsy, vlivem které došlo k pádu komunistického režimu v Polsku. Stávka se také někdy zneužívá k vlastním cílům zaměstnanců, které nesouvisí se zaměstnáním.

## Základní znaky stávky
Stávka má čtyři základní znaky:
1. Jedná se o částečné či úplné přerušení práce zaměstnanců,[1] nemusí být však přerušeny všechny činnosti; zaměstnanci nechtějí ukončit pracovní poměr, ale pozastavují plnění pracovněprávních povinností.
2. Stávka představuje dohodnutý skupinový projev zaměstnanců[7] – jednotlivec nemůže vést individuální stávku; k přerušení práce dochází kolektivně a najednou větším počtem zaměstnanců.
3. Stávka je projev konfliktu kolektivních zájmů a prostředkem kolektivního pracovního boje[8] – odpovědnost nenesou jednotlivci, ale subjekt kolektivního pracovního práva (odborová organizace).
4. Nátlakové působení[9] – vyvíjení nátlaku na zaměstnavatele s cílem prosadit své zájmy.

## Typy stávek

### Podle právního postavení
- legální – nedochází k porušení práva
- nelegální/divoké – ty, které právní řád výslovně zakazuje, např. když stávku vyhlásí nezpůsobilý člověk[10]

### Podle délky trvání
- základní – dlouhodobé, trvající do doby, než dojde k prosazení požadavků
- výstražné – krátkodobé, pro varovný efekt[11]

### Podle okruhu účastníků
- podnikové – dotýkají se jednotlivého zaměstnavatele
- nadpodnikové – dotýkají se více zaměstnavatelů
- generální – postihují celé obory, regiony, případně stát[11]

### Podle prosazovaného zájmu
- samostatné – prosazování svého hospodářského a sociálního zájmu
- solidární – prosazování zájmů jiných skupin zaměstnanců
- zástupná solidární stávka – prosazování zájmů zaměstnanců, kteří dle zákona stávkovat nemohou[12]

### Podle způsobu vedení stávky
- okupační – na půdě zaměstnavatele
- tradiční – nedocházejí do práce
- rotující/štafetové – pravidelné střídání menších skupin stávkujících
- přerušované – série několika po sobě jdoucích krátkých stávek[13]

### Podle cíle stávky
- hospodářské – ochrana hospodářských a sociálních zájmů
- politické – prosazující politické požadavky
- útočné/ agresivní – prosadit lepší podmínky
- obranné/defenzivní – hájí podmínky stávající[14]

### Podle počtu zaměstnanců
- částečné – přeruší jen část zaměstnanců
- úplné – přeruší všichni zaměstnanci[14]

## Právo na stávku v České republice

### Listina základních práv a svobod
Dle Listiny základních práv a svobod, čl. 27, odst. 4: „Právo na stávku je zaručeno za podmínek stanovených zákonem; toto právo nepřísluší soudcům, prokurátorům, příslušníkům ozbrojených sil a příslušníkům bezpečnostních sborů.“ To znamená, že tyto osoby jsou zbaveny práva na stávku za jakýchkoli okolností.
Čl. 44 Listiny vyjmenovává určité kategorie zaměstnání, kterým může (ale nemusí) zákon právo na stávku omezit, nesmí jim toto právo však zcela odepřít. Těmito zaměstnanci jsou:
- "zaměstnanci státní správy a územní samosprávy ve funkcích, které zákon určí a
- osoby v povoláních, která jsou bezprostředně nezbytná pro ochranu života a zdraví"[16]

Právo na stávku je možné tehdy, je-li stávka vykonávána v souladu se zákony, které mohou jeho realizaci omezit. Stávky, které nezasahují mezi stávky v kolektivním vyjednávání, jsou možné, nejsou zakázané, ale nejsou ani zákonem zaručené, tím nejsou chráněné proti nárokům zaměstnavatelů na náhradu škody a proti postihům jednotlivých stávkujících za neomluvené absence.
Dle komentáře k Listině základních práv a svobod může kromě přerušení práce dojít k jejímu extrémnímu zpomalení větším počtem zaměstnanců bez souhlasu zaměstnavatele, čímž dochází k porušení pracovní smlouvy. Nejedná se však o blokádu pracoviště, tudíž se neomezují práva jiných osob, které stávkovat nechtějí.

### Evropská úmluva o lidských právech
Dle čl. 11 Evropské úmluvy o lidských právech, který hovoří o svobodě shromažďování a sdružování má:
„1. Každý má právo na svobodu pokojného shromažďování a na svobodu sdružování se s jinými, včetně práva zakládat na obranu svých zájmů odbory nebo vstupovat do nich.
2. Na výkon těchto práv nemohou být uvalena žádná omezení kromě těch, která stanoví zákon, a která jsou nezbytná v demokratické společnosti v zájmu národní bezpečnosti, veřejné bezpečnosti, ochrany pořádku a předcházení zločinnosti, ochrany zdraví nebo morálky nebo ochrany práv a svobod jiných. Tento článek nebrání uvalení zákonných omezení na výkon těchto práv příslušníky ozbrojených sil, policie a státní správy."
Dle komentáře k tomuto ustanovení musí mít odbory možnost přesvědčit zaměstnavatele, aby vyslechl, co mu chtějí sdělit. Jedním z těchto prostředků je stávka, která je významným aspektem pro členy odborů v ochraně jejich zájmů. Právo na stávku však může být podrobeno vnitrostátním právním omezením, která mohou omezovat jeho realizaci. Zákaz práva na stávku zaměstnanců vykonávajících ve jménu státu mocenské funkce tak může být slučitelný s principem odborové svobody. Zákaz práva na stávku se může týkat určitých kategorií státních zaměstnanců, nemůže se však vztahovat na státní zaměstnance obecně nebo na pracovníky ve státních obchodních a průmyslových podnicích.

### Zákon o kolektivním vyjednávání
Jedním ze zákonů stanovujících podmínky pro stávku je zákon č. 2/1991 Sb., o kolektivním vyjednávání, ve znění pozdějších předpisů, podle kterého se stávkou rozumí „částečné nebo úplné přerušení práce zaměstnanci“. Stávky z jiných důvodů než kvůli sporům o uzavření kolektivní smlouvy tak v současné době nejsou zákonem omezeny. Z dosavadní judikatury navíc vyplývá, že pokud jde o stávky za účelem obrany hospodářských a sociálních zájmů zaměstnanců, pak požívají právní ochrany.

### Krizový zákon
V zákoně č. 240/2000 Sb., o krizovém řízení a o změně některých zákonů (krizový zákon), se uvádí, že za „nouzového stavu nebo za stavu ohrožení státu lze na nezbytně nutnou dobu a v nezbytně nutném rozsahu omezit právo na stávku, pokud by tato stávka vedla k narušení, případně znemožnění záchranných a likvidačních prací“.

### Mezinárodní dokumenty a práva z nich vyplývající
- Čl. 23 odst. 4 Všeobecné deklarace lidských práv a svobod[24] - Na ochranu svých zájmů má každý právo zakládat s jinými odborové organizace a přistupovat k nim.
- Čl. 22 Mezinárodního paktu o občanských a politických právech[25] - Uznává právo na pokojné shromáždění omezitelné pouze zákonem, právo na svobodu sdružovat se a zakládat odborové organizace.
- Čl. 8 Mezinárodního paktu o hospodářských, sociálních a kulturních právech[26] - Upravuje právo na zakládání odborových organizací a přistupování do nich dle vlastního výběru a k uplatňování svých hospodářských a sociálních zájmů. Práva mohou být omezena omezeními stanovených zákonem, která jsou nezbytná v demokratické společnosti.
- Úmluva o svobodě sdružování a ochraně práva odborově se organizovat č. 87 (č. 489/1990 Sb.)[27] - Upravuje svobodu sdružování, ochranu práv odborově se organizovat za předpokladu, že se podřídí podmínkám organizací a hájí zájmy pracovníků nebo zaměstnavatelů.

- Úmluva o provádění zásad práva organizovat se a kolektivně vyjednávat č. 98 (č. 470/1990 Sb.)[28] - Pojednává o možnostech pracovníků k projevu obrany proti diskriminaci.
- Čl. 5 a 6 Evropské sociální charty (č. 14/2000 Sb. m. s.)[29] - Upravují svobodné shromažďování za účelem ochrany hospodářských a sociálních zájmů a kolektivní vyjednávání.
- Čl. 11 Evropské úmluvy o lidských právech - viz výše.
- Čl. 27 a 28 Listiny základních práv EU[30] - Upravují právo pracovníka na včasné informování a na projednávání v podniku a právo na kolektivní vyjednávání a akce na obranu svých zájmů, včetně stávky.

Ve většině těchto dokumentů nenajdeme přímo pojem "stávka", ale všechny se týkají svobodného sdružovaní a shromažďování, zakládání odborových organizací a hájení hospodářských a sociálních zájmů, což je taktéž předmětem stávky.